# Baldur’s Gate 3
Baldur’s Gate 3 ist ein 2023 erschienenes Computer-Rollenspiel des belgischen Entwicklers und Publishers Larian Studios für Windows, macOS, Xbox Series und PlayStation 5. Der dritte Hauptteil in der Baldur’s-Gate-Serie, die auf dem Pen-&-Paper-Rollenspiel Dungeons & Dragons basiert, war als Vorabversion ab dem Oktober 2020 spielbar. Offiziell veröffentlicht wurde das Spiel am 3. August 2023 für Windows. Die PlayStation-5-Version erschien am 6. September 2023, die macOS-Version am 22. September und die Xbox-Series-X/S-Version am 8. Dezember. Baldur’s Gate 3 erhielt Kritikerlob für sein Gameplay, die Erzählung, den Umfang des Inhalts und die Wahlmöglichkeiten der Spieler. Der Titel verkaufte sich einen halben Monat nach Veröffentlichung etwa fünf Millionen Mal.

## Handlung
Das Spiel ist in einen Prolog und drei Akte unterteilt und spielt über 120 Jahre nach den Ereignissen von Baldur’s Gate II: Schatten von Amn und Monate nach den Ereignissen von Baldur’s Gate: Abstieg nach Avernus.

### Figuren
Bei Spielbeginn hat der Spieler die Auswahl, entweder eine eigene Figur zu erstellen oder mit einem von sechs vorgegebenen Origin-Charakteren zu spielen. Diese sind der menschliche Magier Gale, die Halbelf-Klerikerin Schattenherz, der Hochelfen-Schurke Astarion, der menschliche Hexenmeister Wyll, die Githyanki-Kämpferin Lae’zel und die Tiefling-Barbarin Karlach. Diesen Figuren kann man auch während des Spieles in der Spielwelt begegnen, sie in seine Gruppe aufnehmen und ihre persönlichen Quests spielen. Man kann, die eigene Figur eingeschlossen, zu jeder Zeit maximal vier Figuren in der Gruppe haben. Weitere Figuren, die man aufgenommen hat, halten sich im Lager auf. Neben diesen sechs Figuren gibt es noch eine siebte, böse originale Figur namens Dunkles Verlangen zur Auswahl, die vom Spieler angepasst werden kann. Jede dieser originalen Figuren hat ihre eigene Hintergrundgeschichte, die in die Handlung des Spieles eingebaut ist.

#### Astarion
Astarion ist ein Origin-Charakter und ein Begleiter in Baldur’s Gate 3. Er ist ein Hochelfen-Schurke mit Scharlatan-Hintergrund, der sich auf Schleichen und Schleichangriffe spezialisiert hat. Astarion streifte jahrhundertelang als Vampirausgeburt durch die Nacht und diente einem sadistischen Meister, bis er entführt wurde. Astarion war ein junger Magistrat in Baldurs Tor, bis er eines Tages von einer Bande von Gurs angegriffen und fast getötet wurde. Der Vampirfürst Cazador Szarr, der sich für ihn interessiert hatte, trat an Astarion heran und verwandelte ihn in einen seiner Sklaven. Nach seiner Verwandlung lebten Astarion und seine Vampirbrut-Geschwister im Szarr-Palast in der Stadt. Cazador hatte die vollständige Kontrolle über seine Brut, er konnte ihre Körper als Marionetten benutzen und sie nach seinem Willen formen. Er nutzte diese Macht, um Astarion jahrhundertelang körperlich und seelisch zu quälen. Auf seinen Befehl hin verführte Astarion selbst den Adel von Baldurs Tor und lockte junge Aristokraten zu seinem Herrn. Ohne dass Astarion es wusste, hatte Cazador heimlich einen Pakt mit dem Erzteufel Mephistopheles geschlossen, um den Ritus des profanen Aufstiegs herbeizuführen. Szarr sollte die Lebenskraft von siebentausend Seelen, Astarions eingeschlossen, abzapfen, um ein Vampir-Aszendent zu werden. Bevor die Pläne des Vampirfürsten in die Tat umgesetzt werden konnten, wurde Astarion entführt und mit einem Gedankenschinder-Parasiten infiziert.

#### Gale
Gale, mit vollem Namen Gale Dekarios, ist ein Origin-Charakter und Gefährte in Baldur’s Gate 3. Er ist ein menschlicher Magier mit dem Hintergrund eines Weisen. Schon in jungen Jahren war Gale ein Wunderkind der Magie, das die Magie manipulierte. Er beschwor eine Tressym namens Tara, nachdem seine Eltern sich geweigert hatten, ihm ein Kätzchen zu schenken. Gales Talent erregte schließlich die Aufmerksamkeit der Göttin der Magie, Mystra, die ihn zu einem ihrer Auserwählten machte. Mystra wurde zur Lehrerin, Muse und schließlich zur Geliebten von Gale. Gale, der seine Göttin beeindrucken wollte, flehte sie an, ihm Zugang zu den verbotenen Ebenen der Magie zu gewähren, was sie wiederholt ablehnte. Er suchte einen Folianten, der ein Stück des Netherischen Gewebes enthielt, in der Hoffnung, Mystra zu beeindrucken, indem er es ihr zurückgab. Als er das Buch öffnete, schoss jedoch etwas aus dem Buch in seine Brust, und sein Körper wurde unfreiwillig zum Wirt für eine extrem zerstörerische Nether-Kugel. Um die Kugel, die seinen Körper bewohnt und korrumpiert, in Schach zu halten, muss Gale sie ständig mit mächtigen magischen Artefakten sättigen – gelingt ihm das nicht, wird die Kugel explodieren und genug Zerstörungskraft besitzen, um ganze Städte und damit auch Gale zum Einsturz zu bringen. Als Strafe für seine Hybris verlor Gale seine Position als Auserwählter, und Mystra brach den Kontakt zu ihm ab. Vor seiner Entführung lebte Gale in einem Turm in Tiefwasser (Waterdeep). Er und Tara verbrachten die meiste Zeit damit, magische Gegenstände zu finden, die er konsumieren konnte. Nachdem er von Mystra verlassen worden war, wurde Gale zu einem Einsiedler, der nach eigener Aussage nur wenige Freunde hat.

#### Lae’zel
Lae’zel ist ein Githyanki mit der Klasse Kämpfer und dem Hintergrund Soldat und ist einer der Origin-Charaktere und Begleiter in Baldur’s Gate 3. Lae’zel ist ein Githyanki-Krieger aus Crèche K'liir, einer Githyanki-Enklave auf einem Asteroiden nahe Selûne, dem Mond von Faerûn. Vor den Ereignissen von Baldur’s Gate 3 wurde Lae’zel von Gedankenschindern gefangen genommen. Nachdem sie entführt wurde, trifft der Spieler sie auf dem Nautiloid an. Sie schließen sich zusammen, um den Transponder des Nautiloiden zu beschlagnahmen und zu entkommen. Lae’zel wird als fremdenfeindlich, arrogant und schnell zornig beschrieben. Sie ist stolz auf ihre Rasse und äußert sich häufig gegenüber der Gruppe über die Bräuche der Githyanki und die Natur ihres Volkes. Bei ihrer Mission, ihren Gedankenschinder-Parasiten zu entfernen, zögert sie nicht, diejenigen einzuschüchtern oder zu verletzen, die sich ihr in den Weg stellen. Sie ist ihrer Königin Vlaakith gegenüber äußerst loyal.

#### Karlach
Karlach Cliffgate ist ein Tiefling mit der Klasse Barbar und dem Outlander-Hintergrund, der entweder bei der Charaktererschaffung als Origin ausgewählt oder im Laufe der Handlung als Gefährtin rekrutiert werden kann. Karlach war eine Bürgerin der Unterstadt von Baldurs Tor, bevor sie gefangen genommen und gezwungen wurde, im Blutkrieg zu kämpfen, dem ewigen Konflikt zwischen Dämonen und Teufeln. Sie war eine Gefangene und Kämpferin von Zariel, der Erzteufelin und Herrscherin von Avernus, der ersten Ebene der Neun Höllen. Karlach wagte die Flucht und ging an Bord eines feindlichen Gedankenschinder-Schiffs, als dieses am Himmel von Avernus auftauchte. Damit gelang ihr die Flucht aus den Höllen, aber sie wurde dabei mit einem Gedankenschinder-Parasiten infiziert. Jetzt ist Karlach auf der Flucht vor Zariels Truppen. Nachdem sie eine vertrauenswürdige Vertraute von Enver Gortash geworden war, verkaufte der Banit Karlach an Zariel als Laborratte, um ihre neue Erfindung, das Herz des Höllenfürsten, zu testen. Dadurch war sie gezwungen, ein Leben voller Konflikte in den Neun Höllen zu führen und relativ bald zu sterben, sollte sie diese jemals verlassen. Der Versuch, die Zerstörung der Höllenmaschine aufzuhalten, ist die treibende Kraft von Karlachs persönlicher Mission in Baldurs Gate III.

#### Schattenherz
Die Halbelfin Schattenherz ist ein Origin-Charakter und eine rekrutierbare Gefährtin als Klerikerin der Domäne der List mit dem Hintergrund Akolyth. Als treue Dienerin der Göttin Shar tut Schattenherz alles, um der Dunklen Göttin mit Hingabe zu dienen. Man findet sie zum ersten Mal während des Prologs auf der Nautiloid, wo sie als vorübergehende Begleiterin dient, und rekrutiert sie zu Beginn von Akt 1. Als gläubige Anhängerin von Shar ist Schattenherz die einzige Überlebende einer heiligen Mission, die auf Geheiß der Herrin der Nacht durchgeführt wurde. Sie allein muss ihrem Hexenzirkel in Baldurs Tor eine Reliquie von immenser Macht überbringen. Ihr Glaube spielt während des gesamten Spiels eine wichtige Rolle: Ihre Eltern waren gläubige Anhänger der Mondjungfrau und erzogen die junge Jenevelle in den Wegen der Selûne. Mit der Zeit nahm sie an einem uralten Initiationsritus der Selûniten teil: In der Wildnis ausgesetzt, musste sie sich auf ihre Fähigkeiten und ihren Glauben verlassen, um für sich selbst zu sorgen und sich nach ihrer Rückkehr als gläubig zu erweisen. Doch Shar, Selûnes dunkle Schwester, hatte andere Pläne für das Kind und befahl Viconia DeVir und einer Gruppe von Shar-Jüngern, das Kind zu entführen. Sie entführten Jenevelles Eltern und brachten das Mädchen in ein geheimes Kloster von Shar in Baldurs Tor. Jenevelle wurde in das Kloster der Düsteren Umarmung gebracht, das von der Mutter Oberin Viconia DeVir gegründet und geleitet wurde, nachdem ihre früheren Bemühungen in Tiefwasser gescheitert waren. Shars Auftrag an Viconia bestand darin, die junge Jenevelle zu einer Kämpferin der Dunklen Herrin zu formen. Jenevelle wehrte sich zunächst gegen die Indoktrination, doch haben das brutale Training, die Lügen und die wiederholte erzwungene Benutzung des Spiegels des Verlusts im Tempel ihre Vergangenheit langsam ausgelöscht. Obwohl die Mutter Oberin besonders grausam mit Schattenherz umging, indem sie sie zwang, den Spiegel des Verlustes häufiger als andere Akolythen zu benutzen, konnte Schattenherz dank Rennald, einem jungen Tiefling-Akolythen, der eine ähnliche Ausbildung durchlief, einige Erinnerungen aus ihrer Vergangenheit bewahren. Jedes Mal, wenn sie einem Spiegeltraining unterzogen wurde, tat Rennald sein Bestes, um Schattenherz zu erinnern, wer sie danach war. Dank ihm und den verstreuten Notizen, die sie zwischen den Spiegelschulungen aufschreiben konnte, konnte sich Schattenherz einige Teile ihrer Identität bewahren, wie zum Beispiel ihre Vorliebe für Blumen und Tiere. Irgendwann während der letzten Ausbildungsphase von Schattenherz drangen Gerüchte über den Aufstieg einer geheimnisvollen Sekte zu den Ohren der Mutter Oberin. Dieser „Kult des Absoluten“, wie er genannt wurde, gewann schnell an Einfluss in der Bevölkerung und bedrohte den Einfluss der Sharraner in der Stadt. Wie es der Zufall wollte, nahmen die Sharraner einen Githyanki-Späher gefangen, der nach gnadenloser Folter die Existenz eines Githyanki-Artefakts von immenser Macht verriet, das der Kult unbedingt finden wollte. Ein solches Artefakt könnte sich für die Sharraner als nützlich erweisen, um die Präsenz der Absoluten in der Stadt zu vereiteln, und so stellte die Mutter Oberin schnell eine Gruppe von Elite-Geweihten zusammen und beauftragte sie mit der Beschaffung des Artefakts. Der Gruppe gelang es, das geheimnisvolle Artefakt zu finden, aber Schattenherz war die einzige Überlebende. Daraufhin geriet sie in die Gefangenschaft von Gedankenschindern.

#### Wyll
Wyll, mit vollem Namen Wyllyam Ravengard, ist ein Origin-Charakter und ein potentieller Gefährte mit dem Hintergrund Volksheld. Er ist ein Mensch und ein Hexenmeister mit dem Pakt des Unheil. Als tapferer Held an den Grenzen von Baldurs Tor kämpft Wyll gegen Ungerechtigkeit und jagt Monster. Obwohl er durch einen Pakt mit einem höllischen Unhold gebunden ist, hat er sein ganzes Leben dem Schutz der Stadt gewidmet. Er kann während Akt 1 im Druidenhain rekrutiert werden. Als Sohn des Großherzogs Ulder Ravengard beobachtete Wyll viele der politischen Abläufe in Baldurs Tor, während er aufwuchs. Seine Mutter starb bei der Geburt, und er verbrachte eine weitgehend glückliche Kindheit, in der er von seinem Vater erzogen wurde, der aus der Arbeiterklasse stammte und Wyll praktische Fertigkeiten, einschließlich des Schwertkampfes, beibrachte. Er verließ seine Heimat und erlangte Ruhm als „Die Klinge der Grenzen“, bekannt für seine Schwertkunst und das Töten von Monstern. Als er siebzehn war, traf Wyll auf einen Kult von Tiamats Anhängern, die kurz davor standen, die böse Drachengöttin nach Baldurs Tor zu beschwören. Die Teufelin Mizora erschien und bot ihm einen Handel an, der es ihm ermöglichen würde, das Ritual zu stoppen, hinderte ihn aber daran, darüber zu sprechen und sich somit seinem Vater zu erklären, als dieser nach dem Fall von Elturel nach Avernus zurückkehrte. Wylls Vater war wütend und wandte sich von seinem Sohn ab, und Wyll verließ Baldurs Tor und kehrt erst im Laufe des Spiels zurück.

#### The Dark Urge
Das dunkle Verlangen (The Dark Urge) ist ein spezieller Ursprung in Baldur’s Gate 3, der mit jeder Rasse, Klasse und jedem Geschlecht gespielt werden kann und nicht Teil der Gruppe des Spielers ist, wenn dieser einen anderen Origin-Charakter spielt. Der Ursprung des Dark Urge fügt neue Interaktionen, Quests und Möglichkeiten für diesen Ursprung hinzu und kann als gut, böse oder irgendetwas dazwischen gespielt werden. Im Spiel erinnert man sich an nichts aus seiner Vergangenheit, außer dass man viele Menschen, Tiere und andere Gestalten umgebracht hat. Auf dem Weg im Spiel wird man automatisch zu unvorstellbaren Grausamkeiten hingezogen und muss diese durchführen.

### Orte
Die Geschichte spielt hauptsächlich an der Schwertküste (Sword Coast) im Westen Faerûns und umfasst ein bewaldetes Gebiet um den Smaragdhain (Emerald Grove), einen der Gottheit Silvanus geweihten Druidenhain, den Gebirgspass um das ehemalige Kloster Rosenmorg, die Türme des Mondaufgangs (Moonrise Towers) und die schattenverfluchten Lande (Shadow-Cursed Lands), die von einer unnatürlichen und empfindungsfähigen Dunkelheit bedeckt sind, welche nur mit magischen Mitteln durchdrungen werden kann. Später kann der Spieler Baldurs Tor (Baldurs Gate) erreichen, die größte und wohlhabendste Stadt in der Region, und ihren Außenbezirk Rivington. Weitere Orte, die der Spieler besucht, sind das Unterreich (Underdark), die Astralebene (Astral Plane) und Avernus.

### Prolog
Im Jahr 1492 DR erheben sich die Mächte der Finsternis erneut. Die Figur des Spielers wurde von den Gedankenschindern gefangen genommen, die eine Invasion von Faerûn gestartet haben. Sie haben dem Protagonisten und einer Reihe anderer Kreaturen Gedankenschinder-Parasiten eingepflanzt, die in der Lage sind, ihnen psionische Kräfte zu geben und sie langfristig durch einen Prozess namens Zeremorphose in Gedankenschinder zu verwandeln. Noch bevor die Verwandlung abgeschlossen ist, wird das nautiloide Flugschiff, auf dem sie sich befinden, von Githyanki-Kriegern und ihren roten Drachen angegriffen und flieht durch mehrere Existenzebenen, darunter Avernus, die erste der Neun Höllen. Der Protagonist wird während der Kämpfe befreit und steuert das beschädigte Schiff zurück nach Faerûn, wo es abstürzt. Der Protagonist sowie alle originalen Figuren überleben den Absturz.

### Akt 1
Die Handlung des ersten Akts dreht sich um zahlreiche potenzielle Heilungen von der „Mitgift“ der Gedankenschinder durch Figuren wie Ethel, eine bösartige Hexe, Halsin, den Erzdruiden des örtlichen Druidenhains, eine Goblinpriesterin, die der entstehenden Gottheit namens „Die Absolute“ dient, oder den berühmten Barden Volo, die alle erfolglos versuchen, ein Heilmittel zu finden. Direkt bei der Absturzstelle befindet sich eine alte Gruft, in der die Gruppe einen mysteriösen freundlichen Untoten namens Withers findet, der sie fortan begleitet und mit seinen mysteriösen Kräften über Leben und Tod unterstützt. Außerdem hat die ganze Gruppe in ihren Träumen immer wieder Visionen von einer attraktiven Gestalt, entweder Frau oder Mann, die vorgibt, sie zu beschützen.
Das Haupthandlungselement des ersten Akts ist das Schicksal des Smaragdhains, wo die örtlichen Druiden und die Flüchtlinge aus der Stadt Elturel gegen die Goblinhorde aus dem entweihten Selunitentempel in der Nähe antreten. Die Gruppe wird fast von einer übernatürlichen Kraft überwältigt, als sie sich dem Tempel nähert, aber durch das mysteriöse Prisma in Schattenherz’ Besitz gerettet. Sobald die Protagonisten den Hain entweder geplündert oder gerettet haben, wird ihnen eine Reiseroute vorgelegt, um die Türme des Mondaufgangs in den schattenverfluchten Landen zu erreichen, wo ein Heilmittel gefunden werden könnte, da dort der Ursprung der Gedankenschinder-Parasiten zu liegen scheint – dazu müssen sie entweder über den Gebirgspass oder durch das Unterreich reisen, wobei sich einer der Zugänge zum Unterreich unter den Ruinen des Selune-Tempels befindet.
Im Unterreich trifft die Gruppe unter anderem auf eine kleine Siedlung von Pilzwesen (Myconiden), die kürzlich einen Angriff der Duergar unter großen Verlusten abwehren mussten, auf den alten und verlassenen Turm eines Zauberers sowie auf einen gewaltigen, befestigten Tempel-Komplex, der der Göttin der Leere und der Dunkelheit Shar geweiht ist. Der vom Unterreich aus direkt zugängliche Teil ist inzwischen entweiht, verfallen und von Duergar bewohnt, die einige Gnome versklavt haben und auf der Suche nach einer geheimnisvollen Schmiede sind, in der sich Adamant zu Rüstungen, Waffen und Schilden verarbeiten lässt. Der andere Teil dieses Komplexes ist erst von den Gebieten des zweiten Aktes aus zugänglich und wird in besagtem Akt noch eine große Rolle spielen.
Entscheidet sich die Gruppe dagegen, den Gebirgspass zu nehmen, so passiert sie ein großes, verfallenes Kloster des Sonnengottes Lathander, in dem eine Gruppe Githyanki eine Krippe zum Aufziehen und Ausbilden ihres Nachwuchses eingerichtet hat. Sollte die Gruppe sich entschließen, diese Krippe zu besuchen, wird sie einiges über das mysteriöse Prisma, das ein Artefakt der Githyanki ist, erfahren können.

### Akt 2
Der zweite Akt dreht sich um die Türme des Mondaufgangs und die umliegenden Gebiete. Einst ein friedliches Land unter der Verwaltung der Familie Thorm, ist es nun in eine unnatürliche Dunkelheit mit eigenem Bewusstsein gehüllt, die sich teilweise nur mit bestimmten magischen Mitteln durchdringen lässt. Zuflucht bietet die kleine Taverne namens Das Letzte Licht, geführt von einer Gruppe von Tiefling-Flüchtlingen, zwangsrekrutierten Soldaten der Flammenden Faust und Harfnern, angeführt von der Druidin Jaheira – einer der Begleiterinnen aus den originalen Baldur’s-Gate-Titeln. Den Schutz der Taverne gewährleistet Isobel, Klerikerin der Selune und wiederauferstandene Tochter des regierenden Herrn von Mondaufgang, General Ketheric Thorm. Isobels vorzeitiger Tod führte dazu, dass ihr Vater Selune verließ und sich zuerst Shar und später Myrkul zuwandte, der ihn als seinen Auserwählten bezeichnet. Thorms Herrschaft wurde einst von einem Bündnis aus Druiden und Harfnern beendet, nach Thorms scheinbaren Tod legte sich aber der von Shar verursachte Schattenfluch über das Land.
Die Gruppe erreicht schließlich die Türme des Mondaufgangs, nachdem sie sich auf die ein oder andere Weise gegen den Schattenfluch schützen konnte, nur um festzustellen, dass sie gegen General Ketheric Thorm nichts ausrichten kann, da dieser unverwundbar zu sein scheint. Der Schlüssel ist ein Artefakt, bekannt als das „Nachtlied“, das auch von Söldnern im ersten Akt erwähnt wurde und unter dem entweihten Tempel der Selune vermutet wurde. Auf der Suche nach diesem Artefakt findet die Gruppe das Mausoleum Ketheric Thorms, das einen Zugang zu einem gewaltigen Shar-Tempel im Unterreich birgt – es handelt sich dabei um den vom Unterreich in Akt 1 unzugänglichen Teil der Shar-Tempelanlage. In dieser Tempelanlage muss die Gruppe verschiedene Prüfungen bestehen, um sich Shar als würdig zu erweisen. Am Ende gelangt die Gruppe durch ein Portal ins Shadowfell, der Heimatebene der Shar. Dort soll sich das „Nachtlied“ befinden.
Es stellt sich heraus, dass das sogenannte „Nachtlied“ tatsächlich gar kein Artefakt ist, sondern eine Aasimar namens Dame Aylin, Tochter der Mondgöttin Selune. Dame Aylin wurde ursprünglich von Ketheric gefangen genommen, um als Ritualobjekt für Anhänger Shars zu dienen, die zu Dunklen Justiziaren aufsteigen wollten. Jetzt benutzt Ketheric die Kraft der unsterblichen Dame Aylin, um seinerseits unsterblich zu sein. Der Spieler wird vor die Wahl gestellt, das „Nachtlied“ zu töten oder zu verschonen, was den weiteren Verlauf der Handlung bestimmt – in jedem Fall wird die Unsterblichkeit Ketherics gebrochen. Ist Schattenherz in der Gruppe, so kann sie durch das Töten des Nachtlieds mit dem Speer der Nacht zu einer Dunklen Justiziarin aufsteigen.
Nun ist die Gruppe bereit, mit der Unterstützung der Harfner aus dem Letzten Licht Ketheric in den Türmen des Mondaufgangs zu konfrontieren. Dieser beschwört jedoch einen gigantischen Tentakel aus den Tiefen unterhalb der Türme herauf, der, sofern sie verschont wurde, Dame Aylin gefangen nimmt und verschwindet dann selbst in besagte Tiefen. Die Gruppe folgt durch das Loch, das der Tentakel hinterlassen hat und findet sich in einer Illithiden-Kolonie wieder, aus der offenbar die Larven in ihren Köpfen stammen, die, wie sich herausstellt, magisch modifiziert sind, sodass sie anders als gewöhnliche Gedankenschinder-Parasiten nicht sofort den Prozess der Zeremorphose auslösen. In dieser Kolonie kann die Gruppe einige gefangen genommene Verbündete befreien und tritt schließlich Ketheric und seinen Gefolgsleuten Lord Enver Gortash, Auserwählter von Bane und Orin, Auserwählte des Bhaal, entgegen.
Myrkul, Bane und Bhaal sind eine Gruppe aus drei bösen Gottheiten, die auch als die „Toten Drei“ bekannt sind und für die Bereiche Nekromantie, Mord und Tyrannei zuständig sind, für die einst der neutrale Gott Jergal zuständig war, der sich zurückzog und sein Portfolio diesen drei ehemals sterblichen Abenteurern überließ. Das Triumvirat kontrolliert gemeinsam die Absolute, das sich als ein Ältestengehirn offenbart. Ein Gehirn dieser Art ist das Oberhaupt einer jeden Illithiden-Kolonie. Dieses Ältestengehirn jedoch wird durch die Verwendung der Nethersteine jedes Auserwählten und einer mysteriösen Krone, die das riesige Gehirn schmückt, nach ihrem Willen kontrolliert. Orin und Gortash verlassen die Örtlichkeit gemeinsam mit dem Ältestengehirn per Teleport, um mit ihrer Armee gegen die Stadt Baldurs Tor zu ziehen, während Ketheric zurückbleibt, um gegen die Gruppe zu kämpfen und ihnen das mysteriöse Prisma abzunehmen. Ketheric verliert den Kampf jedoch, wird von Myrkul verlassen und verstirbt. Die Gruppe ergreift seinen Netherstein und begibt sich auf die Reise nach Baldurs Tor, um Gortash und Orin zu konfrontieren und schließlich mithilfe der kombinierten Macht der drei Nethersteine das Ältestengehirn aufzuhalten.

### Akt 3
Der dritte Akt beginnt in Rivington, einem Vorort von Baldurs Tor, und führt die Figuren schließlich in die Stadt. Die Hauptgeschichte dreht sich um die Versuche der beiden verbleibenden Antagonisten, den Protagonisten und seine Begleiter gegeneinander auszuspielen, da jeder von ihnen alleine die Kontrolle über das Gehirn und dadurch über Baldurs Tor erlangen will. Hier finden auch die Begleiter Abschluss für ihre persönlichen Quests. Früh in der Handlung enthüllt ein Hinterhalt durch einen Githyanki-Überfall, dass der mysteriöse Traumbesucher des Protagonisten tatsächlich ein Bild ist, das von einem abtrünnigen Illithiden namens Imperator geschaffen wurde, der sich in dem Prisma, das von Schattenherz gefunden wurde, lebt und die Gefangenschaft eines mächtigen Githyanki – Orpheus, des Sohnes der ersten Königin der Githyanki – überwacht. Orpheus wird als die Quelle des psionischen Widerstands enthüllt, den die Spieler gegenüber der Absoluten besitzen, und der Imperator hat dies anscheinend zu seinem Vorteil genutzt, indem er ihn gedankenkontrolliert hat und mithilfe der Gruppe, die er über ein Portal in das Prisma holt, die verbliebenen Leibwächter des Prinzen ausschaltet.
Die Gruppe tritt schließlich gegen die verbliebenen zwei Auserwählten der Toten Drei an. Um Gortash erfolgreich stürzen zu können, schaltet die Gruppe zunächst die Stahlwächter, riesige Mechs, die Gortash von versklavten Gnomen bauen ließ, um die Kontrolle über die Stadt zu haben, aus; anschließend kann sie ihm in seinem Gemach in der Drachenfels-Festung gegenübertreten. Um Orin zu finden, muss die Gruppe sich dagegen in den Untergrund von Baldurs Tor begeben, wo sich ein geheimer Tempel des Bhaal befindet. Doch um Zugang zu diesem Tempel zu bekommen, muss die Gruppe jedoch entweder bestimmte Personen ermorden oder anderweitig zeigen, dass sie Bhaal würdig ist. Egal in welcher Reihenfolge die Gruppe vorgeht, mit jedem Netherstein, den sie an sich bringt, scheint das Ältestengehirn mehr und mehr aus der Gedankenkontrolle durch die Krone auszubrechen.
Nachdem die Gruppe alle drei Nethersteine in ihren Besitz gebracht hat, kann sie das Ältestengehirn, das sich in einem Sekretbecken unterhalb der Stadt befindet, konfrontieren. Allerdings, egal wie groß die Anstrengungen sind, die Gruppe scheitert. Im letzten Moment öffnet der Imperator ein Portal in das Prisma, um die Gruppe zu retten. Er erklärt ihnen, dass die Nethersteine von einem Gedankenschinder benutzt werden müssen, um dieses Ältestengehirn, das sich durch die Magie in der Krone zu einem viel mächtigeren Netherhirn entwickelt hat, kontrollieren zu können. Die Gruppe hat hier die Wahl, sich entweder auf die Seite des Imperators oder die Seite von Orpheus zu stellen. Schließt sie sich dem Imperator an, so verwendet dieser die Nethersteine, um in der finalen Schlacht das Gehirn zu kontrollieren, sodass die Gruppe es besiegen kann. Schließt sich die Gruppe hingegen Orpheus an, verschwindet der Imperator, der sich auf die Seite des Netherhirns schlägt, und jemand aus der Gruppe verwandelt sich in einen Gedankenschinder, um die Steine gegen das Gehirn erfolgreich einsetzen zu können. Orpheus bietet dabei auch an, sich selbst zu opfern und selbst zum Gedankenschinder zu werden, sollte niemand aus der Gruppe dazu bereit sein.
Schließlich kommt es zur finalen Schlacht, die die Figuren bis hinauf auf das inzwischen hoch über der Stadt thronende und Nautiloiden-Flotten herbeirufende Netherhirn führt. Dort oben, direkt bei der Krone, benutzt der Gedankenschinder der Gruppe die drei Nethersteine, um das Gehirn zumindest zeitweise unter seine Kontrolle zu bekommen. Die Gruppe nutzt dies aus, um das Gehirn entscheidend zu schwächen und vollständig unter ihre Kontrolle zu bekommen. Danach kann der Spieler sich entscheiden, seine Kameraden zu verraten und als Absoluter zu herrschen, oder dem Hirn die Zerstörung aller Gedankenschinder-Larven und anschließend die Selbstzerstörung zu befehlen und damit den Kult der Absoluten und den Plan der Toten Drei für immer zu beenden.

## Spielprinzip
Baldur’s Gate 3 kann alleine oder mit bis zu vier Spielern im kooperativen Mehrspielermodus gespielt werden, die kampffreie Erkundung kann entweder in der Draufsicht oder in der Third-Person-Perspektive erfolgen. Der Spieler beginnt das Rollenspiel damit, eine eigene Figur zu erstellen oder einen der vorgegebenen Origin-Charaktere auszuwählen, die dann zusammen mit maximal drei Begleitern gleichzeitig eine Gruppe bilden. Jede Figur gehört einer von elf Rassen und 31 Subrassen, 12 Klassen sowie 46 Subklassen aus der Fantasywelt von Dungeons & Dragons an. Der Charakter wählt außerdem einen Hintergrund aus der Standardliste der 5. Edition DnD, seine Fähigkeitspunkte und Fertigkeiten, die er beherrscht. Mit den Figuren aus dem Einzelspielermodus kann auch einer Online-Partie beigetreten werden, um mit anderen Spielern eine Gruppe zu bilden. Anders als in früheren Spielen der Baldur’s-Gate-Reihe wird in Baldur’s Gate 3 rundenbasiert gekämpft, ähnlich wie in Divinity: Original Sin und Divinity: Original Sin II. Das rundenbasierte Kampfsystem basiert auf den Regeln der fünften Edition von Dungeons & Dragons. Im Spiel gibt es nur Charaktere der Stufen 1 bis 12. Im Kampf kann der Spieler mit Standardaktionen (sowie Bonusaktionen) mit der Umgebung interagieren, z. B. angreifen, sich verstecken oder eine Kreatur schubsen. Viele andere Dungeons & Dragons-Systeme sind implementiert, wie z. B. Würfelwürfe für Initiative und Rettungswürfe, Auferlegung von Vorteilen oder Nachteilen und Aufenthalt in schwierigem Gelände. Wenn der Kampf seinen Tribut gefordert hat, kann der Spieler eine Rast in seinem Lager einlegen, das sich mit der Zeit vergrößert, wenn weitere Gefährten rekrutiert werden.

## Entwicklung
Der Erfolg des ersten Baldur’s Gate, das von BioWare und Black Isle Studios entwickelt und 1998 von Interplay Entertainment veröffentlicht wurde, führte zur Entwicklung der Fortsetzung Baldur’s Gate II mit dem Erweiterungspaket Thron des Bhaal, des Spiels Icewind Dale und dessen Fortsetzung sowie von Planescape: Torment. Die Black Isle Studios hatten 2003 mit der Arbeit an Baldur’s Gate III: The Black Hound begonnen, doch Interplay hatte in jenem Jahr mit einer erheblichen Finanzkrise zu kämpfen, daraufhin das Studio Black Isle geschlossen und das Spiel abgesagt. Interplay verlor 2008 die Lizenz zur Produktion von Dungeons-&-Dragons-Videospielen (D&D) an Atari, das bereits 2002 Neverwinter Nights veröffentlicht hatte und auch 2006 die Fortsetzung Neverwinter Nights 2 veröffentlichte. Der Spieleverlag Wizards of the Coast hatte derweil mit der Übernahme von Tactical Studies Rules 1997 die Rechte an D&D erworben und in der Folge weitere Versionen des Regelwerks veröffentlicht.
Mehrere Entwickler, wie Brian Fargo, ein ehemaliger Interplay-Entwickler und Gründer von inXile Entertainment, und Feargus Urquhart von Obsidian Entertainment, versuchten über Jahre hinweg, die Lizenzrechte für die Produktion eines dritten Teils von Baldur’s Gate zu erlangen. Auch Larian Studios war schon seit einiger Zeit an einer Fortsetzung der Baldur’s-Gate-Reihe interessiert, als sie sich nach der Veröffentlichung von Divinity: Original Sin um 2014 erstmals diesbezüglich an Wizards of the Coast wandten. Wizards of the Coast war jedoch zu diesem Zeitpunkt der Meinung, dass das Studio für die Branche noch zu unerfahren sei, um mit der Baldur’s-Gate-Lizenz betraut zu werden. So entwickelte Larian Studios zunächst Divinity: Original Sin II weiter, das im September 2017 veröffentlicht wurde. Vorab-Materialien zum Spiel hatten den Publisher Wizards of the Coast beeindruckt, sodass sich dieser schließlich mit dem Angebot an Larian wandte, ein neues Baldur’s Gate zu entwickeln.
Larian Studios bewarb Baldur’s Gate 3 in der Woche vor der E3 2019 zum ersten Mal und bestätigte die Veröffentlichung sowohl für Microsoft Windows als auch für Google Stadia. Im Februar 2023 kündigte man den 31. August 2023 als Veröffentlichungsdatum an. Eine Version für Xbox Series wurde aufgrund technischer Probleme noch nicht angekündigt. Ende Juni 2023 wurde die Veröffentlichung der PC-Version auf den 3. August 2023 vorverlegt, während die PlayStation-5-Version am 6. September 2023 erschien. Eine macOS-Version wurde am 21. September 2023 veröffentlicht. Mit Veröffentlichung der Vollversion wurde das Spiel für das Steam Deck verifiziert und ist somit unter Linux mithilfe von Proton lauffähig. Im Zuge der Entwicklung von Baldur’s Gate 3 ließ Microsoft von seiner Forderung nach Funktionsgleichheit von Spielen für die beiden Konsolenvarianten Xbox Series S und der leistungsstärkeren Series X ab. Die Streichung des lokalen Koop-Modus auf Xbox Series S ermögliche überhaupt eine Veröffentlichung für Microsofts aktuelle Konsolen. Baldur’s Gate 3 erschien schließlich am 8. Dezember 2023 für Xbox Series X und S, auf letztgenannter in einer funktionsreduzierten Version ohne Koop-Modus, die Veröffentlichung wurde direkt am 7. Dezember im Rahmen der The Game Awards bekanntgegeben.
Ein Prequel-Tabletopspiel zu dem in der Entwicklung befindlichen Videospiel wurde im September 2019 von Lizenzinhaber Wizards of the Coast veröffentlicht.
Das Spiel wurde mit der Divinity Engine 4.0 entwickelt.
Der Soundtrack wurde von Borislav Slavov komponiert und mit dem Hungarian Studio Orchestra aufgenommen. Der Soundtrack wurde bis Mitte November 2023 über 30 Mio. mal auf Spotify angehört. Der Hauptsong des Spiels ist Down by the River. Der Hauptgesang im Spiel stammt von Mariya Anastasova, Ilona Ivanova und Mariya Angelova. Das Lied Weeping Dawn von Slavov wurde bei den 11th Hollywood Music in Media Awards 2020 nominiert. Im Jahr darauf wurde I Want to Live bei den 12th Hollywood Music in Media Awards nominiert. Bei den 14th Hollywood Music in Media Awards hat Slavov den Award für die Beste Musik gewonnen. Bei den The Game Awards 2023 wurde Slavov in der Kategorie „Best Score and Music“ nominiert.

### Synchronsprecher
- Amelia Tyler: Erzählerin
- Neil Newbon: Astarion
- Jennifer English: Shadowheart
- Devora Wilde: Lae’zel
- Theo Solomon: Wyll / Bernard / Scared Boar / Tingmiaq
- Tim Downie: Gale
- Samantha Béart: Karlach
- Matthew Mercer: Minsc
- Tracy Wiles: Jaheira
- Dave Jones: Halsin / Ghoul / Goblin Warrior
- Emma Gregory: Nightwarden Minthara / Booyhag Shekt / Buthir
- Jason Isaacs: Lord Enver Gortash
- Maggie Robertson: Orin the Red
- Rebecca Hanssen: Alfira / Yenna / Aurelia
- Stephen Hogan: Volo / Ancient Servant / Barth
- Scott Joseph: The Emperor / Balduran / Cook Kameros
- Doug Cockle: Bhaal
- Jane Perry: Mystra
- Cissy Jones: The Absolute
- Bethan Dixon Bate: Vlaakith / Cashguard Helenia / Goblin Booyahg
- Graham Hoadly: Cazador Szarr / Beldron / Gnome Combat Vocals
- Redd Pepper: Sarevok Anchev
- Mia Foo: Isobel / Captain Goldwake / Cashguard Yonni
- Richard Cotton: Kith'rak Voss / Human Combat Vocals / Distracted Tailor
- Andrew Wincott: Raphael / Cashguard Basher Brammels / Dead Flaming Fist
- Brian Bowles: Sceleritas Fel / Immortal Eternal Debtor / Sir Gorran Penghyst
- Chris Jarman: Duke Ulder Ravenguard / Belrong Strongstep / Black Gauntlet Borri Paver
- Helen Keeley: Nightsong
- Jess Nesling: Viconia Devir / Familiar Voice / Inquirer of Grief
- Clare Corbett: Kagha / Us / Adept Nola
- Tamaryn Payne: Mizora / Civilian / Elf Combat Vocals
- Díana Bermudez: Dream Visitor / The Guardian
- J. K. Simmons: General Ketheric Thorm
- Abigail Thorn: Nocturne
- Josh Wichard: Stimme der Spielfigur
- Emerald O’Hanrahan: Stimme der Spielfigur
- Pieter Lawman: Stimme der Spielfigur
- Tina Barnes: Stimme der Spielfigur
- Neil Roberts: Stimme der Spielfigur
- Muki Zubis: Stimme der Spielfigur
- Ken Nwosu: Stimme der Spielfigur
- Lynsey Murrell: Stimme der Spielfigur
- Matt Mercer: Minsc
- Ethan Reid: Dream Visitor / The Guardian
- Stephen Boxer: Withers
- Frazer Blaxland: Dammon
- George Taylor: Rolan
- Harriet Kershaw: Mol
- Glen McCready: Zevlor / Omeluum
- Charlotte Wakefield: Mattis
- Charlotte Sparey: Arabella
- Dario Coates: Barcus Wroot
- Nicholas Aaron: Wulbren Bongle
- Shaun Mendum: Scratch
- Rosie Jones: The Owlbear Cub
- Ami Okumura Jones: Cressida Flint / Death’s Hand of Bhaal Blythe / Fig
- Amy McAllister: Blossom / Bonna / Chell
- Sophia Nomvete: Captain Grisly

## Rezeption
Baldur’s Gate 3 stieß bei Kritikern auf „breite Zustimmung“ (Universal Acclaim). Wertungsaggrator Metacritic ermittelte aus über 100 Urteilen der Computerspielpresse eine Gesamtwertung von 96 von 100 Punkten für die PC-Version und 96 Punkte für die Konsolenversion. Laut OpenCritic empfehlen 99 Prozent der Rezensenten das Spiel.
Anerkennung erhielt Baldur’s Gate 3 insbesondere für ein fesselndes Storytelling mit komplexen Figuren in einer immersiven Spielwelt. GameStar lobte den hohen Freiheitsgrad des Spielers und einen großen Umfang des Spiels. Stern urteilte: „Besser geht es fast nicht: Rollenspiel-Hit Baldur’s Gate 3 hat das Zeug zum Spiel des Jahres“. Golem.de schrieb: „Das beste echte Fantasy-Rollenspiel seit Jahren“. 4Players schrieb zur Technik: „Flüssig, aber nicht fehlerfrei“. ComputerBase urteilte im Hardwaretest zur Technik: „Erfreulicherweise gibt es dabei nicht viel Negatives zu berichten.“
Rock Paper Shotgun nannte Baldur’s Gate 3 das „beste Dungeons-&-Dragons-Spiel, das je gemacht wurde“.
Hersteller Larian Studios rechnete mit etwa 100.000 gleichzeitigen Spielern auf Steam. Im Monat der Veröffentlichung betrug die Zahl der gleichzeitig aktiven Spieler auf dieser Plattform im Durchschnitt mehr als 450.000, mit einem Höchstwert von über 875.000. Während der Early-Access-Phase verkaufte sich das Spiel über 2,5 Millionen Mal. Bis Mitte August 2023 wurde Baldur’s Gate 3 etwa fünf Millionen Mal verkauft.

### Auszeichnungen
Baldur’s Gate 3 ist das erste Spiel, das bei den fünf wichtigsten Branchenpreisen als Spiel des Jahres gewann. Es erhielt die Auszeichnungen bei The Game Awards, Golden Joystick Awards, British Academy Games Awards, DICE Awards und Game Developers Choice Awards.
2023 gewann Baldur’s Gate 3 den Golden Joystick Award in den Kategorien Spiel des Jahres, Bestes PC-Spiel, Bestes Storytelling, Bestes visuelles Design und Beste Gaming-Community. Im selben Jahr wurde es bei den Game Awards als Spiel des Jahres, Bestes Rollenspiel und Bestes Multiplayer-Spiel ausgezeichnet, zudem erhielt es den Preis für Beste Performance (Neil Newbon) und Bester Community-Support sowie den Publikumspreis. 2024 gewann es den DICE Award in den Kategorien Spiel des Jahres, Game Direction, Game Design, Story und als Bestes Rollenspiel. Bei den BAFTA Games Awards wurde Baldur’s Gate 3 in den Kategorien Spiel des Jahres, Beste Musik, Beste Narration und Beste männliche Performance (Andrew Wincott) sowie dem Publikumspreis ausgezeichnet. Es erhielt den Game Developers Choice Award in den Kategorien Spiel des Jahres, Gamedesign und Narration, ebenso gewann es den Publikumspreis. 2024 triumphierte es beim Deutschen Computerspielpreis als Bestes internationales Spiel.

#### Übersicht
| Jahr | Auszeichnung                         | Kategorie                         | Empfänger                              | Ergebnis  | Refs.         |
| ---- | ------------------------------------ | --------------------------------- | -------------------------------------- | --------- | ------------- |
| 2020 | 11th Hollywood Music in Media Awards | Original Song – Video Game        | Borislav Slavov (für „Weeping Dawn“)   | nominiert | [ 32 ]        |
| 2021 | 12th Hollywood Music in Media Awards | Original Song – Video Game        | Borislav Slavov (für „I Want to Live“) | nominiert | [ 33 ]        |
| 2023 | Golden Joystick Awards               | Best Storytelling                 | Baldur's Gate 3                        | Gewonnen  | [ 61 ] [ 62 ] |
| 2023 | Golden Joystick Awards               | Best Game Community               | Baldur's Gate 3                        | Gewonnen  | [ 61 ] [ 62 ] |
| 2023 | Golden Joystick Awards               | Best Visual Design                | Baldur's Gate 3                        | Gewonnen  | [ 61 ] [ 62 ] |
| 2023 | Golden Joystick Awards               | PC Game of the Year               | Baldur's Gate 3                        | Gewonnen  | [ 61 ] [ 62 ] |
| 2023 | Golden Joystick Awards               | Studio of the Year                | Larian Studios                         | Gewonnen  | [ 61 ] [ 62 ] |
| 2023 | Golden Joystick Awards               | Best Supporting Performer         | Amelia Tyler (Erzählerin)              | Gewonnen  | [ 61 ] [ 62 ] |
| 2023 | Golden Joystick Awards               | Best Supporting Performer         | Neil Newbon (Astarion)                 | Gewonnen  | [ 61 ] [ 62 ] |
| 2023 | Golden Joystick Awards               | Ultimate Game of the Year         | Baldur's Gate 3                        | Gewonnen  | [ 61 ] [ 62 ] |
| 2023 | 14th Hollywood Music in Media Awards | Original Score – Video Game       | Borislav Slavov                        | Gewonnen  | [ 34 ] [ 63 ] |
| 2023 | 3DJuegos Awards                      | Best Game of the Year             | Baldur's Gate 3                        | Gewonnen  | [ 64 ]        |
| 2023 | 3DJuegos Awards                      | Best Story                        | Baldur's Gate 3                        | Gewonnen  | [ 64 ]        |
| 2023 | 3DJuegos Awards                      | Best Soundtrack                   | Baldur's Gate 3                        | nominiert | [ 64 ]        |
| 2023 | 3DJuegos Awards                      | Best Game of the Year for Readers | Baldur's Gate 3                        | Gewonnen  | [ 64 ]        |
| 2023 | Brazil Game Awards                   | Game of the Year                  | Baldur's Gate 3                        | Gewonnen  | [ 65 ]        |
| 2023 | Brazil Game Awards                   | Best RPG                          | Baldur's Gate 3                        | Gewonnen  | [ 65 ]        |
| 2023 | Brazil Game Awards                   | Best Multiplayer                  | Baldur's Gate 3                        | Gewonnen  | [ 65 ]        |
| 2023 | Brazil Game Awards                   | Best Soundtrack                   | Baldur's Gate 3                        | nominiert | [ 65 ]        |
| 2023 | Brazil Game Awards                   | Best Studio                       | Larian Studios                         | Gewonnen  | [ 65 ]        |
| 2023 | The Game Awards 2023                 | Game of the Year                  | Baldur's Gate 3                        | Gewonnen  | [ 66 ]        |
| 2023 | The Game Awards 2023                 | Best Game Direction               | Baldur's Gate 3                        | nominiert | [ 66 ]        |
| 2023 | The Game Awards 2023                 | Best Narrative                    | Baldur's Gate 3                        | nominiert | [ 66 ]        |
| 2023 | The Game Awards 2023                 | Best Community Support            | Baldur's Gate 3                        | Gewonnen  | [ 66 ]        |
| 2023 | The Game Awards 2023                 | Best Role Playing Game            | Baldur's Gate 3                        | Gewonnen  | [ 66 ]        |
| 2023 | The Game Awards 2023                 | Best Multiplayer Game             | Baldur's Gate 3                        | Gewonnen  | [ 66 ]        |
| 2023 | The Game Awards 2023                 | Player's Voice                    | Baldur's Gate 3                        | Gewonnen  | [ 66 ]        |
| 2023 | The Game Awards 2023                 | Best Score and Music              | Borislav Slavov                        | nominiert | [ 66 ]        |
| 2023 | The Game Awards 2023                 | Best Performance                  | Neil Newbon                            | Gewonnen  | [ 66 ]        |
| 2024 | Deutscher Computerspielpreis         | Bestes Internationales Spiel      | Baldur’s Gate 3                        | Gewonnen  | [ 67 ]        |

## Rekord
Im Jahr seiner Veröffentlichung, 2023, hatte Baldur’s Gate 3 nach Zählung von Guinness World Records mit rund zwei Millionen Wörtern das umfassendste bzw. größte Videospiel-Skript in der Geschichte der Videospiele.